# The Birthday
The Birthday és una pel·lícula espanyola del 2004 dirigida per Eugenio Mira, protagonitzada per Corey Feldman juntament amb Jack Taylor i Erica Prior. Inclou elements de comèdia, thriller, terror i fantasia.

## Argument
Ambientada el 1987, la trama segueix a Norman Forrester, un noi que assisteix a l'aniversari del pare de la seva xicota, involucrant-se en una conspiració relacionada amb el culte del dia del judici final.

## Repartiment
- Corey Feldman com a Norman Forrester[1]
- Jack Taylor com a Ron Fulton[3]
- Erica Prior com a Alison Fulton[1]
- Rick Merrill com a Casper Fulton[4]
- Richard Felix com a Theodore Byrne[4]
- Dale Douma com a Vicent[4]
- Robert Long com a manager[4]

## Producció
El guió va ser escrit per Mikel Alvariño juntament amb Eugenio Mira. Mira també va compondre la banda sonora de la pel·lícula. Els exteriors es van rodar a Terrassa.

## Estrena
La pel·lícula es va estrenar a la selecció oficial del XXXVII Festival Internacional de Cinema Fantàstic de Catalunya, en el que va guanyar el premi al a millor direcció artística. Després fou projectada al Festival de CInema CineMuerte, FanTasia, i Fantastic Fest. Es va estrenar en cinemes a Espanya el 10 de novembre de 2006. El 2021, Filmin va adquirir els drets de reproducció de la pel·lícula. El 2023, Jordan Peele va programar projectar The Birthday al Film at Lincoln Center.